# Newington (New Hampshire)
Newington – miasto w Stanach Zjednoczonych, w stanie New Hampshire, w hrabstwie Rockingham.